# Tilian Pearson
Tilian Pearson (Clearwater, Florida, 12 de julio de 1987), generalmente conocido por su nombre artístico como Tilian, es un cantautor, músico y productor discográfico estadounidense nacido en Clearwater, Florida. Desde 2012 fue el tercer vocalista limpio de la banda post-hardcore Dance Gavin Dance hasta su despido de la banda en 2022 por múltiples denuncias de agresión sexual. Pearson comenzó su carrera musical como vocalista principal y guitarrista de la banda de rock progresivo Tides of Man, lanzando una obra extendida y dos álbumes de estudio antes de irse en 2010.
Después de separarse de Tides of Man, Pearson se unió brevemente a las bandas de rock estadounidenses Saosin y Emarosa luego de la salida de sus respectivos vocalistas, sin embargo, nunca lanzó ningún material con los grupos. En agosto de 2012, se unió a Dance Gavin Dance, reemplazando a Jonny Craig, y lanzó el álbum Acceptance Speech (2013). Dos años más tarde, la banda lanzó Instant Gratification, con gran éxito de crítica y se convirtió en su primer álbum entre los 40 primeros en el Billboard 200. En 2016, lanzaron el álbum en vivo Tree City Sessions y su séptimo álbum de estudio Mothership este último ubicándose en el número 13 en el Billboard 200. La banda lanzó su octavo álbum de estudio Artificial Selection (2018), al que siguió su noveno álbum Afterburner (2020), cada uno alcanzando los números 15 y 14 en dicha lista, respectivamente.
Como músico solista, Tilian ha lanzado cuatro álbumes de estudio y dos obras de teatro extendidas. Sus álbumes de estudio debut y segundo, Material Me (2013) y Perfect Enemy (2015), fueron lanzados en el sello discográfico independiente Vital Recordings. Su tercer y cuarto álbum de estudio, The Skeptic (2018) y Factory Reset (2021), fueron lanzados en Rise Records.

## Carrera
En 2007, Pearson formó la banda de rock progresivo Tides of Man compuesta por el guitarrista principal Spencer Gill, el guitarrista rítmico Adam Sene, el bajista Alan Jaye y el percusionista Josh Gould, en ese momento. La banda grabó su primer álbum de estudio de larga duración titulado Empire Theory durante septiembre de 2008 con el productor Matt Malpass y fue lanzado a través de Rise Records el 4 de agosto de 2009. También lanzaron su segundo álbum de estudio, Dreamhouse, en 2010. Anunció su salida de la banda el 20 de diciembre de 2010 a través de un mensaje en Myspace. Desde la partida de Pearson, Tides of Man se ha convertido en una banda de rock instrumental y progresivo que consiste en poco o ningún uso vocal en su material reciente.
Tras el anuncio de la salida de Pearson de Tides of Man en diciembre de 2010, el cantante reveló que estaba trabajando en material con la banda estadounidense de post-hardcore Saosin.
En abril de 2011, la banda estadounidense de post-hardcore Emarosa anunció la partida de su vocalista principal Jonny Craig. A Pearson, que acababa de dejar su banda Tides of Man, se le ofreció hacer una gira temporal con el grupo durante el resto de las fechas de su gira de 2011. Durante su tiempo con Emarosa, Pearson grabó múltiples demos con la banda. En febrero de 2012, se reveló que Pearson ya no estaba asociado con Emarosa.
Tras la salida de Jonny Craig el 21 de agosto de 2012, se rumoreaba que Pearson se desempeñaría como miembro de gira para realizar tareas vocales limpias para Dance Gavin Dance. A pesar de que Pearson estaba grabando su álbum de larga duración Material Me (2013), posteriormente se convirtió en miembro permanente.
Tilian Pearson lanzó su primer álbum de estudio, Material Me, el 18 de marzo de 2013, a través de Vital Records. Más tarde lanzó su obra extendida en solitario, Future Friends, el 16 de diciembre de 2014 a través de Vital Records.
El viernes 3 de junio de 2022, la banda anunció que el vocalista principal Tilian Pearson "se alejará para buscar ayuda profesional" luego de múltiples acusaciones de agresión sexual en su contra.

## Discografía

### ConDance Gavin Dance
- 2013: Acceptance Speech
- 2015: Instant Gratification
- 2016: Tree City Sessions (En vivo)
- 2016: Mothership
- 2018: Artificial Selection
- 2020: Afterburner
- 2020: Tree City Sessions 2 (En vivo)
- 2022: Jackpot Juicer

### Con Tides of Man
- 2008: Tides of Man (EP)
- 2009: Empire Theory
- 2010: Dreamhouse

### Como solista
- 2013: Material Me
- 2014: Future Friends (EP)
- 2015: Perfect Enemy
- 2017: Patient (EP)
- 2018: The Skeptic
- 2021: Factory Reset